# Elles també es deprimeixen
Elles també es deprimeixen (títol original en anglès Even Cowgirls Get the Blues) és una pel·lícula estatunidenca de 1993 dirigida per Gus Van Sant i interpretada per Uma Thurman; la banda sonora és de k.d. lang. Està dedicada a River Phoenix. El guió està basat en la novel·la homònima feminista de Tom Robbins (1976) qui, a més, fa la veu del narrador.
La pel·lícula es va rodar a l'estat d'Oregon, i va ser un fracàs tant comercial com de crítica. Va estar nominada als Premis Razzie a la pitjor actriu principal (Uma Thurman) i secundària (Sean Young).
Tracta temes com l'homosexualitat, les drogues, la religió i els drets dels animals.

## Argument
Sissy és una noia que ha nascut amb una mutació: els seus polzes són extraordinàriament grans, i li resulten molt útils en la seva afició per l'autoestop. En l'agència on treballa de model han de rodar un anunci d'un producte al ranxo de bellesa Rubber Rose, propietat de La Comtessa (John Hurt transvestit); aquesta està a punt de casar-se amb Julian, un mohawk.
Allà hi treballa un grup de cowgirls que creuen en l'amor lliure i l'ús de drogues; Sissy s'uneix a elles en la seva rebel·lió contra la seva cap, que les explota, i també estableix una relació romàntica amb Bonanza. S'amotinen, i al final hi arriba la policia per a desocupar el ranxo.

## Repartiment
- Uma Thurman: Sissy Hankshaw
- Lorraine Bracco: Delores Del Ruby
- Pat Morita: l'escletxa
- Angie Dickinson: Miss Adrian
- Keanu Reeves: Julian Gitche
- John Hurt: la Comtessa
- Rain Phoenix: Bonanza Jellybean
- Ed Begley Jr.: Rupert
- Sean Young: Marie Barth
- Crispin Glover: Howard Barth
- Roseanne Barr: Madame Zoe
- Heather Graham: cowgirl Heather
- Udo Kier: director de l'anunci
- Edward James Olmos: músic a la barbacoa (no surt als crèdits)
- River Phoenix: pelegrí (no surt als crèdits)
- Tom Robbins: narrador
- William S. Burroughs: ell mateix

## Banda sonora
L'àlbum va sortir al mercat el 2 de novembre de 1993, i van compondre'l k.d. lang i Ben Mink.
| 1.            | «Just Keep Me Moving»       | Ben Mink / k.d. lang                   | 3:56  |
| 2.            | «Much Finer Place»          | Ben Mink / k.d. lang                   | 0:51  |
| 3.            | «Or Was I»                  | Ben Mink / k.d. lang                   | 3:07  |
| 4.            | «Hush Sweet Lover»          | Ben Mink / k.d. lang                   | 4:05  |
| 5.            | «Myth»                      | Teddy Borowiecki / k.d. lang           | 4:08  |
| 6.            | «Apogee»                    | Ben Mink / k.d. lang                   | 0:37  |
| 7.            | «Virtual Vortex»            | Ben Mink / k.d. lang                   | 0:44  |
| 8.            | «Lifted by Love»            | Ben Mink / k.d. lang                   | 3:02  |
| 9.            | «Overture»                  | Ben Mink / k.d. lang                   | 2:03  |
| 10.           | «Kundalini Yoga Waltz»      | Ben Mink / k.d. lang                   | 1:07  |
| 11.           | «In Perfect Dreams»         | Ben Mink / k.d. lang                   | 3:07  |
| 12.           | «Curious Soul Astray»       | Ben Mink / k.d. lang                   | 3:40  |
| 13.           | «Ride of Bonanza Jellybean» | Ben Mink / k.d. lang                   | 1:47  |
| 14.           | «Don't Be a Lemming Polka»  | k.d. lang                              | 2:17  |
| 15.           | «Sweet Little Cherokee»     | Gloria Gordon / Russ Hull / Jimmy Weir | 2:48  |
| 16.           | «Cowgirl Pride»             | Ben Mink / k.d. lang                   | 1:47  |
| Durada total: | Durada total:               | Durada total:                          | 39:52 |